# Eisenbahnmuseum Machacamarca
Das Const. Museo Ferroviario Machacamarca ist ein Eisenbahnmuseum in Machacamarca im Departamento Oruro in Bolivien.
In dem Museum ist eine Sammlung von historischen Eisenbahnfahrzeugen zu sehen, die die Eisenbahngeschichte Boliviens dokumentieren. Die ausgestellten Lokomotiven gehörten dem Bergbauindustriellen Simón I. Patiño.
Das Museum befindet sich seit dem Jahr 2009 in den Werkstätten der Patiño-Mine, wo 1911 das Eisenbahnunternehmen „Ferrocarril Machacamarca-Uncía“ (FCMU) gegründet wurde, mit deren Erzzügen das Erz aus den Patiño-Minen von Llallagua, Catavi, Siglo XX, Uncía und Huanuni abtransportiert wurde.

## Bildergalerie

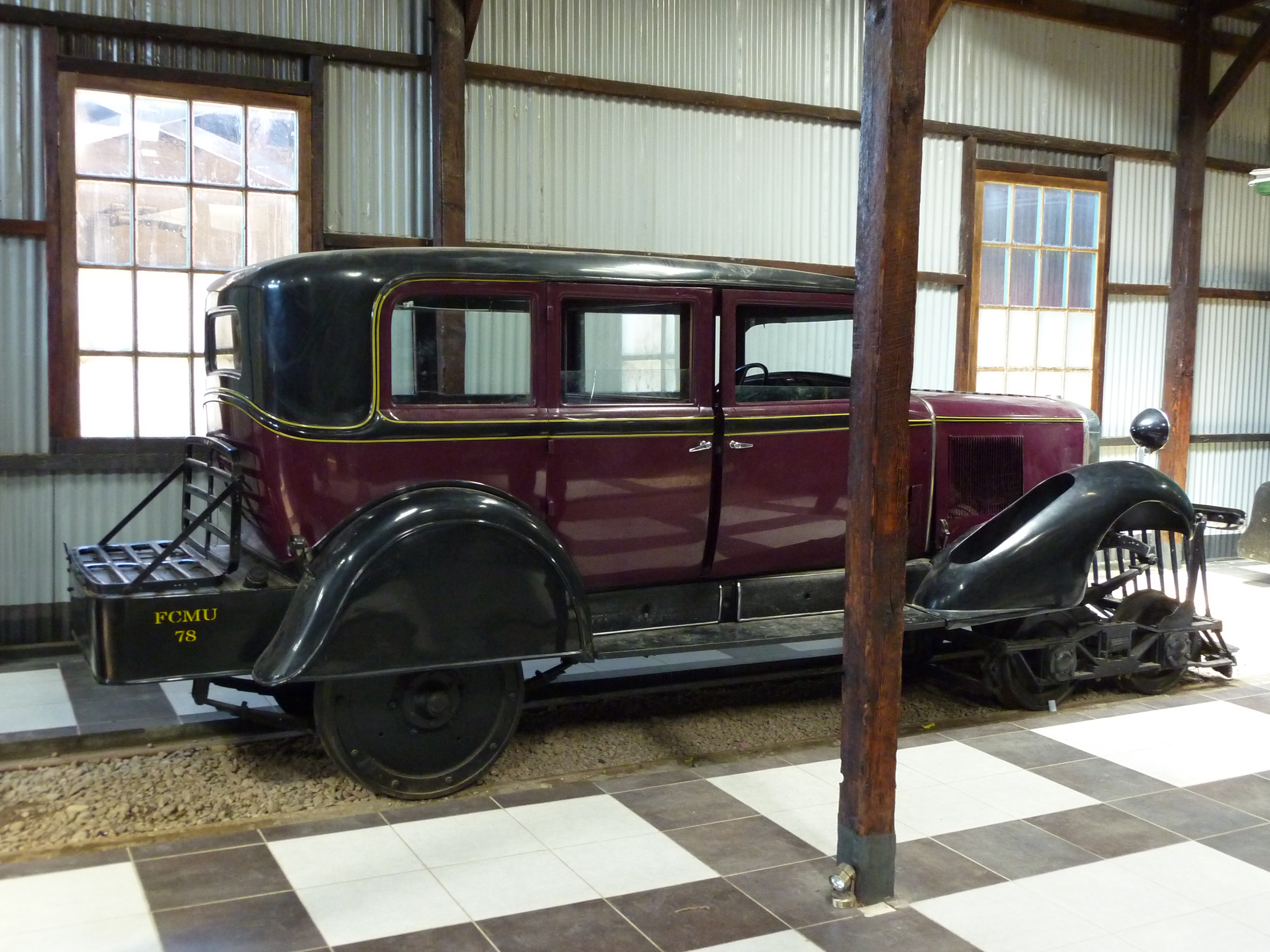
Schienenauto (2010)
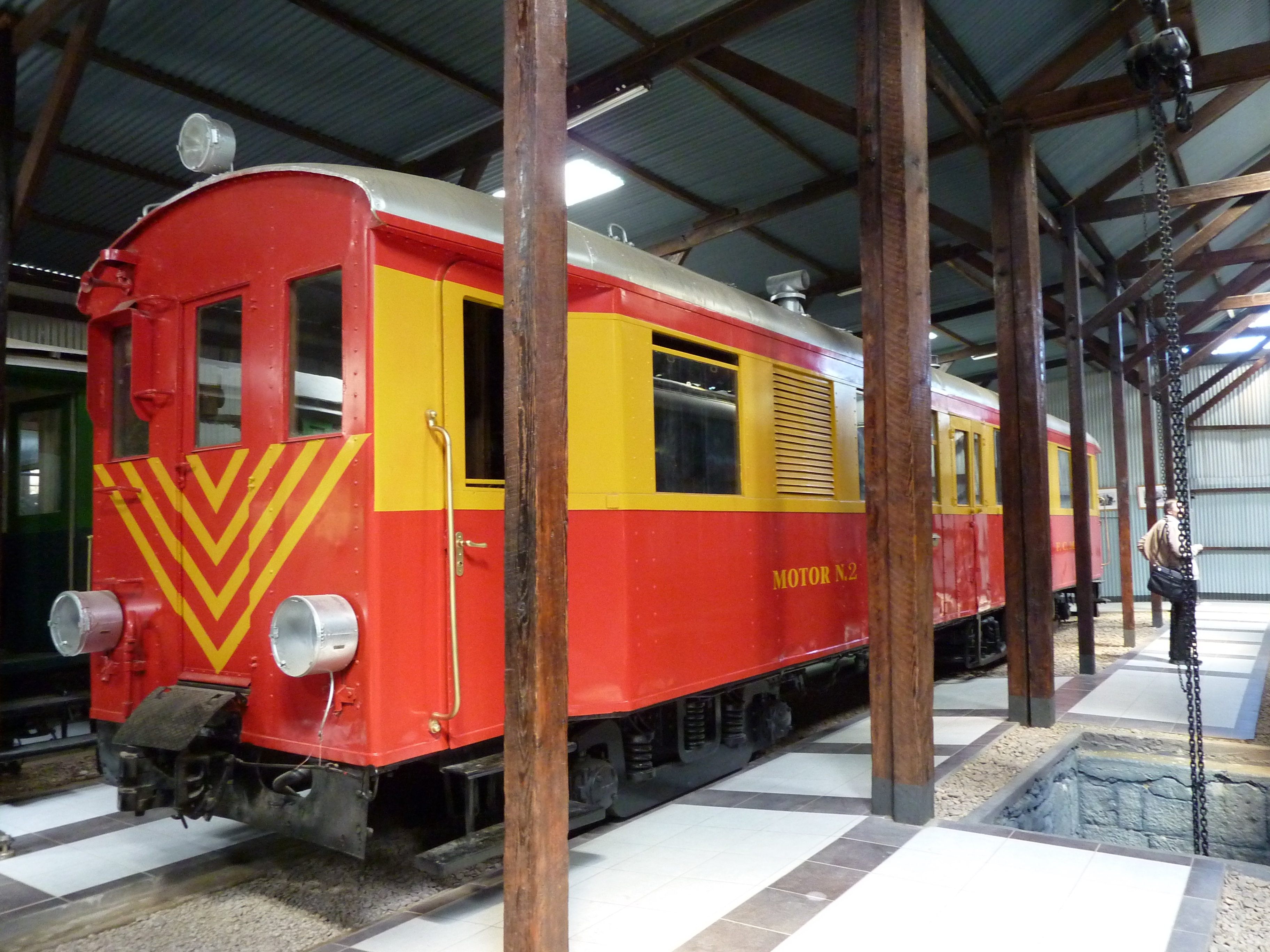
Schienenbus (2010)
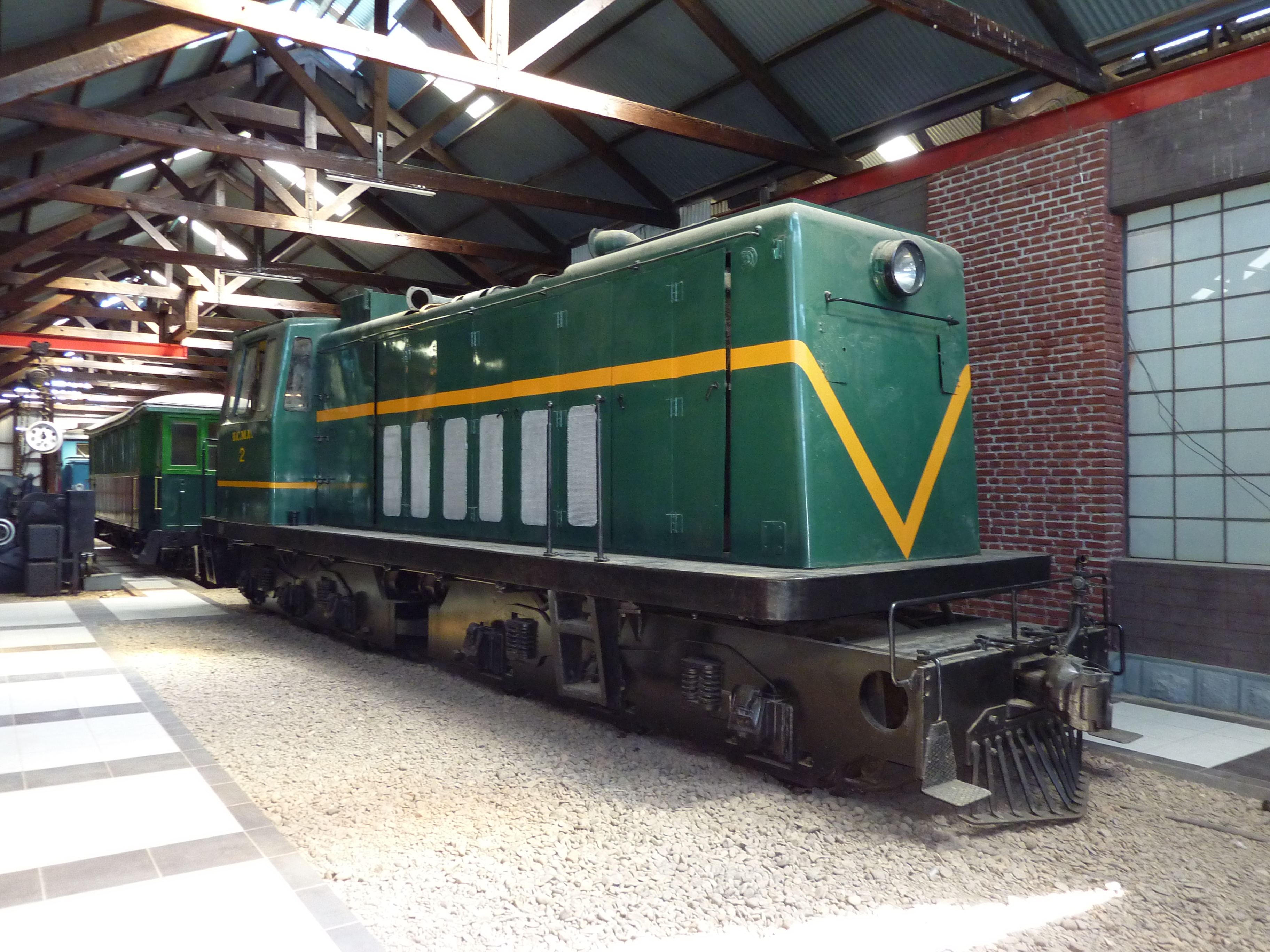
Diesellokomotive (2010)
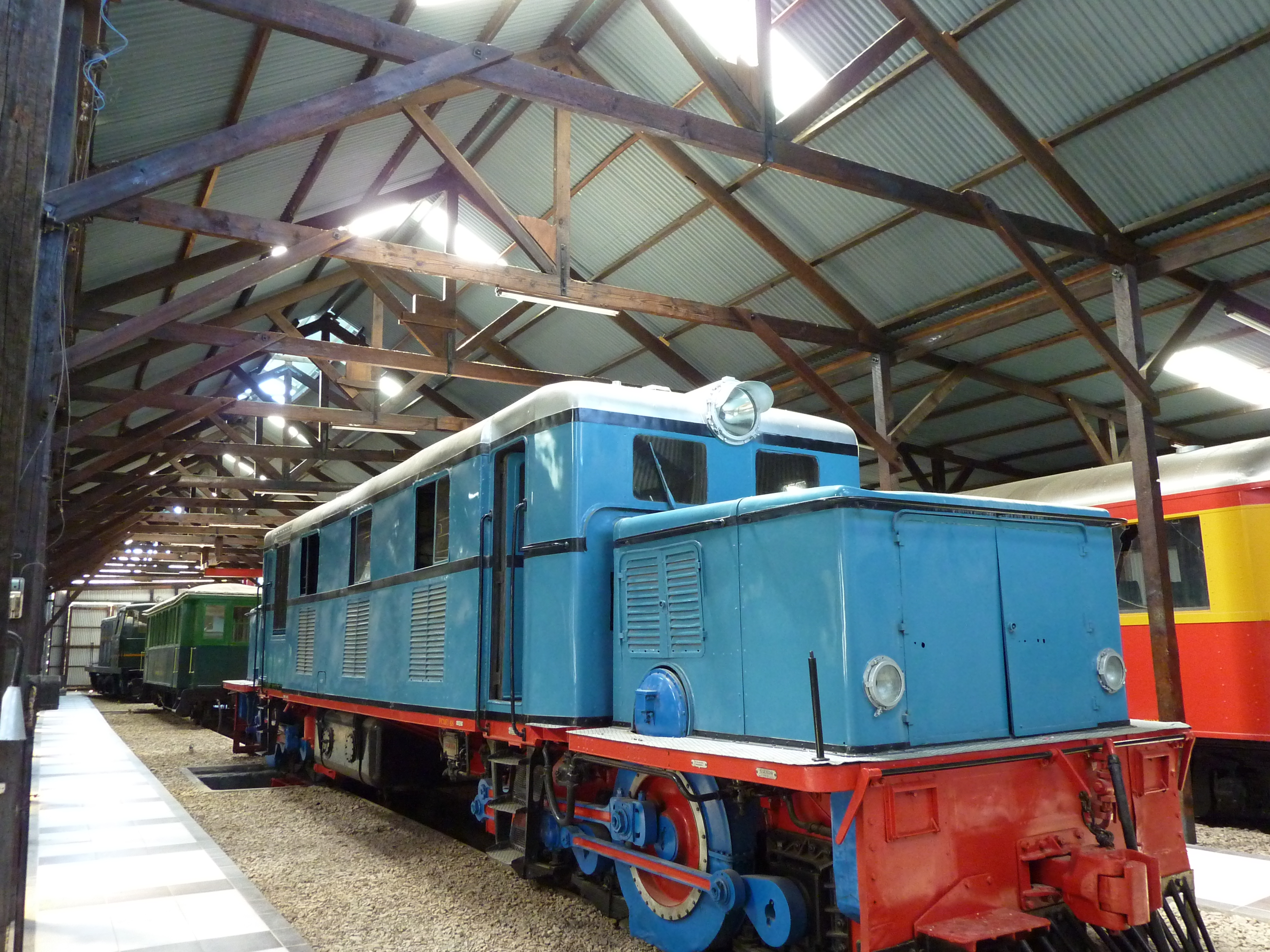
Dieselelektrische Lokomotive (2010)